# North Babylon
North Babylon és una concentració de població designada pel cens dels Estats Units a l'estat de Nova York. Segons el cens del 2000 tenia 17.877 habitants.

## Demografia
Segons el cens del 2000, North Babylon tenia 17.877 habitants, 6.146 habitatges, i 4.707 famílies. La densitat de població era de 2.048,2 habitants per km².
Dels 6.146 habitatges en un 33,4% hi vivien nens de menys de 18 anys, en un 62,3% hi vivien parelles casades, en un 10,5% dones solteres, i en un 23,4% no eren unitats familiars. En el 18,1% dels habitatges hi vivien persones soles el 8,3% de les quals corresponia a persones de 65 anys o més que vivien soles. El nombre mitjà de persones vivint en cada habitatge era de 2,9 i el nombre mitjà de persones que vivien en cada família era de 3,3.
Per edats la població es repartia de la següent manera: un 23,5% tenia menys de 18 anys, un 6,8% entre 18 i 24, un 33,2% entre 25 i 44, un 22,3% de 45 a 60 i un 14,1% 65 anys o més.
L'edat mediana era de 38 anys. Per cada 100 dones de 18 o més anys hi havia 89,9 homes.
La renda mediana per habitatge era de 64.128 $ i la renda mediana per família de 69.714 $. Els homes tenien una renda mediana de 45.651 $ mentre que les dones 33.419 $. La renda per capita de la població era de 24.181 $. Entorn del 2,5% de les famílies i el 3,2% de la població estaven per davall del llindar de pobresa.